# Hiroyuki Yoshida
Hiroyuki Yoshida (jap. 吉田 裕幸, Yoshida Hiroyuki; * 25. November 1969 in der Präfektur Nagasaki) ist ein ehemaliger japanischer Fußballspieler.

## Karriere
Yoshida erlernte das Fußballspielen in der Schulmannschaft der Kunimi High School und der Universitätsmannschaft der Kokushikan-Universität. Seinen ersten Vertrag unterschrieb er 1992 bei Yamaha Motors (heute: Júbilo Iwata). Der Verein spielte in der zweithöchsten Liga des Landes, der Japan Football League. 1993 wurde er mit dem Verein Vizemeister der Japan Football League und stieg in die J1 League auf. Für den Verein absolvierte er 47 Spiele. Danach spielte er bei Fukuoka Blux, Consadole Sapporo, Blaze Kumamoto und Honda FC. Ende 1998 beendete er seine Karriere als Fußballspieler.

## Erfolge
Júbilo Iwata
- J.League Cup

Finalist: 1994